# Henne Station
Henne Station er en dansk jernbanestation i Henne Stationsby nær ved Henne Strand i Vestjylland. Henne Station ligger på ruten Varde – Nørre Nebel. 